# Contácio
Contácio (em latim: contacium; em grego: κοντάκιον; romaniz.: kontákion; em antigo eslavo eclesiástico: кондакъ; romaniz.: kondakŭ) é um hino sacro conhecido como hino temático nas liturgias da Igreja Ortodoxa e em outras práticas do rito bizantino, como na Igreja Católica Oriental. Sua estrutura é composta da estrofe inicial, o proêmio, e das demais estrofes, chamadas tropários. O primeiro tropário, o hirmo, é o modelo das estrofes que se seguem. Cada tropário tem, ainda, um estribilho no final, chamado efimnio (ephymnion).
Foi notado que a métrica do contácio não tem relação nenhuma com a da poesia clássica sendo caracteristicamente apenas tônica e silábica.  Alguns compositores antigos se destacaram pela composição de contácios, como São Romano, o Melodioso, e Anastácio, o Poeta.